# Isobel Borlase
Pour les articles homonymes, voir Borlase.
Isobel Borlase est une joueuse australienne de basket-ball née le 12 septembre 2004 à Sandringham, en Nouvelle-Galles du Sud. Elle a remporté avec l'équipe d'Australie la médaille de bronze du tournoi féminin aux Jeux olympiques d'été de 2024, organisés à Paris.